# The Blueprint
The Blueprint (englisch für Die Blaupause) ist das sechste Studioalbum des US-amerikanischen Rappers Jay-Z. Es erschien am 11. September 2001 über die Labels Roc-A-Fella und Def Jam.

## Produktion und Samples
Bei der Produktion des Albums fungierten Jay-Z selbst sowie sein Geschäftspartner Damon Dash und Kareem Burke als Ausführende Produzenten. An den Produktionen der Beats waren sechs verschiedene Produzenten beteiligt. So produzierte Kanye West mit Takeover, Izzo (H.O.V.A.), Heart of the City (Ain’t No Love), Never Change und Girls, Girls, Girls (Part 2) die meisten Lieder. Just Blaze steuerte vier Beats bei (Girls, Girls, Girls, U Don’t Know, Song Cry, Breathe Easy (Lyrical Exercise)). Drei weitere Instrumentals stammen von Bink (The Ruler’s Back, All I Need, Blueprint (Momma Loves Me)). Außerdem produzierte Eminem das Lied Renegade, während der Beat zu Jigga That Nigga von den Trackmasters stammt und Timbaland das Instrumental von Hola’ Hovito schuf.
Nahezu jeder Song des Albums (13 von 15) enthält Samples von Liedern anderer Künstler. The Ruler’s Back sampelt den Track If von Jackie Moore und enthält Elemente von Slick Ricks The Ruler’s Back. Bei Takeover werden die Titel Five to One von The Doors und Sound of da Police von KRS-One gesampelt. Außerdem enthält das Lied Elemente des Stücks Fame von David Bowie. Der Song I Want You Back von The Jackson Five wird im Lied Izzo (H.O.V.A.) gesampelt, während Girls, Girls, Girls Samples der Tracks There’s Nothing in This World That Can Stop Me from Loving You von Tom Brock und High Power Rap von der Crash Crew enthält. Des Weiteren sampelt U Don’t Know den Song I’m Not to Blame von Bobby Byrd, Heart of the City (Ain’t No Love) das Stück Ain't No Love in the Heart of the City von Bobby Bland und Never Change das Lied Common Man von David Ruffin. Im Beat von Song Cry ist ein Sample des Tracks Sounds Like a Love Song von Bobby Glenn enthalten, während All I Need den Titel I Can’t Break Away von Natalie Cole sampelt. Das Lied Renegade stellt ein Remake des Songs Renegades von Bad Meets Evil dar und Blueprint (Momma Loves Me) sampelt das Stück Free at Last von Al Green. Zudem enthalten die Hidden Tracks Breathe Easy (Lyrical Exercise) und Girls, Girls, Girls (Part 2) Samples der Lieder Got to Find My Own Place von Stanley Clarke beziehungsweise Trying Girls Out von der Band The Persuaders.

## Covergestaltung
Das Albumcover zeigt ein Foto von Jay-Z aus der Vogelperspektive. Dieser sitzt auf einem Tisch und dreht dem Betrachter den Rücken zu. Er trägt eine Jacke mit der Aufschrift Rocawear sowie eine Sonnenbrille und raucht Zigarre. Rechts auf dem Tisch liegen weitere Zigarren, ein Zigarrenschneider, ein Mikrofon und ein Aschenbecher. Oben links im Bild befinden sich die Schriftzüge Jay-Z und The Blueprint in weiß. Das Albumcover ist in dunkelblauen Farbtönen gehalten.

## Gastbeiträge
Der einzige Gastauftritt des Albums stammt von dem Rapper Eminem, der in dem von ihm produzierten Lied Renegade zu hören ist.

## Titelliste
| #   | Titel                             | Gastbeiträge | Produzent    | Länge |
| --- | --------------------------------- | ------------ | ------------ | ----- |
| 1   | The Ruler’s Back                  |              | Bink         | 3:50  |
| 2   | Takeover                          |              | Kanye West   | 5:13  |
| 3   | Izzo (H.O.V.A.)                   |              | Kanye West   | 4:00  |
| 4   | Girls, Girls, Girls               |              | Just Blaze   | 4:35  |
| 5   | Jigga That Nigga                  |              | Trackmasters | 3:24  |
| 6   | U Don’t Know                      |              | Just Blaze   | 3:19  |
| 7   | Hola’ Hovito                      |              | Timbaland    | 4:33  |
| 8   | Heart of the City (Ain’t No Love) |              | Kanye West   | 3:43  |
| 9   | Never Change                      |              | Kanye West   | 3:59  |
| 10  | Song Cry                          |              | Just Blaze   | 5:04  |
| 11  | All I Need                        |              | Bink         | 4:29  |
| 12  | Renegade                          | Eminem       | Eminem       | 5:38  |
| 13  | Blueprint (Momma Loves Me)        |              | Bink         | 3:41  |
| (*) | Breathe Easy (Lyrical Exercise)   |              | Just Blaze   | 3:45  |
| (*) | Girls, Girls, Girls (Part 2)      |              | Kanye West   | 4:14  |

(*) Hidden Tracks

## Rezeption
| Professionelle Bewertungen | Professionelle Bewertungen |
| -------------------------- | -------------------------- |
| Kritiken                   |                            |
| Quelle                     | Bewertung                  |
| laut.de                    | [ 1 ]                      |
| Juice                      | [ 2 ]                      |
| Rolling Stone              | [ 3 ]                      |
| allmusic                   | [ 4 ]                      |
| RapReviews                 | [ 5 ]                      |

Das Musikmagazin Rolling Stone führte das Album im Jahr 2012 auf Platz 252 seiner Liste der 500 besten Alben aller Zeiten. Bei laut.de erhielt The Blueprint ursprünglich nur zwei von fünf Sternen, wurde in der Kolumne „Meilensteine“ aber rückwirkend 2015 mit voller Punktzahl bewertet.
Bei den Grammy Awards 2002 wurde The Blueprint in der Kategorie Best Rap Album nominiert, unterlag jedoch Stankonia von OutKast.

## Kommerzieller Erfolg

### Chartplatzierungen und Singles
The Blueprint erreichte Platz 55 der deutschen Albumcharts und konnte sich drei Wochen in den Top 100 halten. In den USA stieg das Album auf der Spitzenposition ein und konnte sich 35 Wochen in den Charts halten, davon drei Wochen auf Rang 1.
Als Singles wurden die Songs Izzo (H.O.V.A.), Girls, Girls, Girls, Jigga That Nigga und Song Cry ausgekoppelt.
| ChartsChartplatzierungen       | Höchstplatzierung | Wochen |
| ------------------------------ | ----------------- | ------ |
| Deutschland (GfK)              | 55 (3 Wo.)        | 3      |
| Schweiz (IFPI)                 | 59 (3 Wo.)        | 3      |
| Vereinigte Staaten (Billboard) | 1 (35 Wo.)        | 35     |
| Vereinigtes Königreich (OCC)   | 30 (10 Wo.)       | 10     |

| ChartsJahrescharts (2002)      | Platzierung |
| ------------------------------ | ----------- |
| Vereinigte Staaten (Billboard) | 123         |

### Auszeichnungen für Musikverkäufe
Für mehr als drei Millionen verkaufte Exemplare wurde The Blueprint in den USA mit Dreifach-Platin ausgezeichnet. Außerdem erhielt das Album im Vereinigten Königreich eine Goldene Schallplatte für über 100.000 verkaufte Exemplare. Die weltweiten Verkaufszahlen belaufen sich auf mehr als 3,5 Millionen Einheiten.
| Land/Region                  | Auszeichnungen für Musikverkäufe (Land/Region, Auszeichnung, Verkäufe) | Verkäufe  |
| ---------------------------- | ---------------------------------------------------------------------- | --------- |
| Kanada (MC)                  | Platin                                                                 | 100.000   |
| Vereinigte Staaten (RIAA)    | 3× Platin                                                              | 3.000.000 |
| Vereinigtes Königreich (BPI) | Gold                                                                   | 212.000   |
| Insgesamt                    | 1× Gold · 4× Platin ·                                                  | 3.312.000 |

Hauptartikel: Jay-Z/Auszeichnungen für Musikverkäufe